# Émile Fayolle (pilote)
Pour les articles homonymes, voir Fayolle.
Ne doit pas être confondu avec le maréchal Émile Fayolle (1852-1928), son grand-père
Émile Fayolle est un pilote de guerre français de la Seconde Guerre mondiale, né le 8 septembre 1916 à Issoire et mort en opération le 19 août 1942 , lorsque son avion s'écrase en mer près de Dieppe. Il est fait Compagnon de la Libération à titre posthume par décret du 17 octobre 1942.

## Biographie
Émile Francois Marie Léonce Fayolle est le fils d'un ingénieur général du génie maritime et le petit-fils du maréchal Émile Fayolle (1852-1928).

### Engagement
En septembre 1938, il s'engage dans l'Armée de l'air. L'armistice de juin 1940 le trouve à la base aérienne 141 Oran la Sénia. Lui et  les sous-officiers René Mouchotte, Charles Guérin, François de Geoffre décident de rejoindre l’Angleterre en passant par Gibraltar. Le 30 juin 1940, après avoir tiré au sort l'ordre des départs (1er Mouchotte, 2e Fayolle, 3e De Geoffre), il s'empare avec un autre pilote, le lieutenant Jean Hubert Stourm, d'un avion (le Caudron Simoun de l'état-major) et rallie la base de Gibraltar. De là, avec ses camarades, il rejoint l'Angleterre dans un chalutier affrété par la Royal Navy,. Il rejoint les pilotes français qui sont incorporés à la Royal Air Force (RAF). Formés au pilotage des Tiger Moth et Hector, ils séjournent sur la base de Aston Down, la 5 OTU. Le 18 juillet 1940, Fayolle passe sur Hawker Hurricane.
En septembre 1940, il rejoint le 85e squadron basé à Church Fenton et commandé par le Squadron leader Peter Townsend avec un de ses camarades, François de Labouchere. Il est nommé adjudant. puis part dans 145e squadron le 3 décembre. Il est transféré ensuite au 249 Squadron le 6 décembre 1940 puis au 1er mai 1941 au 242e Squadron. Volant sur Hawker Hurricane Mk-IIA,  il abat dans la nuit du 10 mai un He 111 bombardant Londres. 
Le jeune sous-lieutenant Fayolle épouse une jeune Anglaise fin juillet 1941. Ils auront une fille prénommée Chantal. 
Le 24 septembre 1941, il est promu lieutenant. En octobre, il passe au 611e squadron. Puis, trois semaines plus tard, il est affecté au 340e squadron, formé uniquement de pilotes français.
Il est promu le 10 avril 1942 chef de l'escadrille « Paris » du 340e squadron « Ile-de-France ». Le 10 avril 1942, il succède à Bernard Dupérier en prenant le commandement de l'escadrille « Versailles ». Au 1er mai, il est promu capitaine. Le 3 mai 1942, il abat un Fw 190 puis le 11 un Ju 88 (en participation avec un autre pilote). Fin juillet, il devient le Squadron leader du 174e squadron basé à Warmwell et est nommé commandant FAFL (Forces aériennes françaises libres).

### Mort
Les circonstances exactes de sa mort sont difficiles à analyser du fait du peu de témoignages et de la confusion qui régnait lors de ces combats. Elles ont été cependant patiemment récoltées par l'écrivain Yves Morieult dans son livre Croix de Lorraine sur Dieppe. Elles demeurent de toutes façons parcellaires.
Le 19 août 1942, couvrant le débarquement de Dieppe (opération Jubilee), le squadron a pour mission d'aller détruire des canons allemands en France (canons codés « Hitler »). Vers 5h00 du matin, les Hurricanes attaquent en piqué, larguent leurs bombes de 250 et 125 kg. Il est rapporté par les pilotes qu'il n'y a qu'une légère défense de la Flak sur l'objectif. En revanche, au retour pour l'Angleterre, de part et d'autre de Dieppe, une forte activité de la DCA allemande est déployée. À partir de ce moment, il n'existe plus de contact radio avec le commandant Fayolle. Un pilote dit l'avoir vu en direction des côtes françaises à pleine allure, à tel point qu'il n'a pu le suivre. Ce pilote rapporte qu'il a vu un Hurricane au large des côtes anglaises se battre contre un Fw.190 avec deux Spitfires, à proximité de la base de départ anglaise, puis seul un peu plus loin. A-t-il été touché par la Flak au-dessus de la France, par le chasseur allemand, un autre ?
Ce 19 août 1942, deux autres squadron leaders sont morts. Ils ont été identifiés. Le troisième non car le corps du commandant Fayolle ne portait que les insignes de son grade, sans papiers d'identité comme de nombreux aviateurs français survolant le territoire national, afin d'éviter les représailles allemandes. Son corps rejeté par la mer fut donc enterré anonymement ; jusqu'à l'aboutissement des patientes recherches d'Yves Morieult. Le 19 août 1998, on put enfin mettre un nom sur la stèle du pilote mort pour la France, ceci après 56 ans d'attente.
Il repose au cimetière militaire canadien de Dieppe à Hautot-sur-Mer.
Le commandant Fayolle est titulaire de 3 victoires aériennes, a endommagé ou détruit 25 navires ennemis au cours de 190 missions de guerre.

### Distinction et mémoire
Il est reconnu « Mort pour la France ».
- Chevalier de la Légion d'honneur (à titre posthume)
- Compagnon de la Libération à titre posthume par décret du 17 octobre 1942
- Croix de guerre 1939–1945 (4 citations)
- Distinguished Flying Cross (Royaume-Uni) juillet 1942,
- 1939-45 Star avec agrafe « Battle of Britain » (Royaume-Uni)
- Air Crew Europe Star (Royaume-Uni)
- War Medal 1939-1945 (Royaume-Uni)

En 1983, la base aérienne d'Aulnat dans le Puy-de-Dôme (aujourd'hui dissoute) a été baptisé base aérienne « Commandant Fayolle »,
À Issoire (Puy-de-Dôme), un boulevard porte le nom de Commandant Fayolle,
L'aéroclub de Dieppe Saint-Aubin situé sur l'aérodrome de Dieppe-Saint-Aubin (LFAB) porte le nom de « Commandant Fayolle ».
Le 14 octobre 2021 ont eu lieu les 80 ans de l'escadron 2/5 « Ile-de-France » (avant dernier escadron du commandant Fayolle) sur la base aérienne 115 « Capitaine de Seynes » d'Orange.